# Kurt Walker
Kurt Walker (Antrim, Reino Unido, 7 de marzo de 1995) es un deportista irlandés que compite en boxeo.
En los Juegos Europeos de Minsk 2019 obtuvo una medalla de oro en la categoría de 56 kg. Ganó una medalla de bronce en el Campeonato Europeo de Boxeo Aficionado de 2017, en la misma categoría.

## Palmarés internacional
| Juegos Europeos    | Juegos Europeos     | Juegos Europeos   | Juegos Europeos |
| Año                | Lugar               | Medalla           | Categoría       |
| ------------------ | ------------------- | ----------------- | --------------- |
| 2019               | Minsk (Bielorrusia) | Medalla de oro    | 56 kg           |
| Campeonato Europeo |                     |                   |                 |
| Año                | Lugar               | Medalla           | Categoría       |
| 2017               | Járkov (Ucrania)    | Medalla de bronce | 56 kg           |